# Robin Hoffmann (Komponist)
Robin Hoffmann (* 6. März 1970 in Bielefeld-Gadderbaum) ist ein deutscher Musiker und Komponist.

## Leben
Hoffmann besuchte ein Seminar für Musikerzieher im Hauptfach Gitarre bei Thomas Bittermann an Dr. Hoch’s Konservatorium Frankfurt am Main. Seine künstlerische Ausbildung erhielt er im Hauptfach Gitarre bei Michael Teuchert an der Hochschule für Musik und Darstellende Kunst Frankfurt am Main (Diplom 1999), Kammermusik Neue Musik bei Bernhard Kontarsky.
Parallel hierzu nahm er Kompositionsunterricht bei Claus Kühnl und Komposition instrumental bei Nicolaus A. Huber an der Folkwang-Hochschule in Essen (Diplom 2001).
Hoffmann lebt freischaffend als Komponist und Gitarrist in Frankfurt am Main und ist seit 2005 Dozent für Musiktheorie an der Hochschule für Musik und Darstellende Kunst. Er tritt auf als Komponist für diverse Instrumental- und Vokalformationen sowie als Interpret eigener Werke. Seine künstlerische Tätigkeit umfasst die interdisziplinäre Zusammenarbeit mit bildenden Künstlern, Literaten und Tänzern, Arrangements für diverse Rockbands und experimentelle Improvisation, zuletzt auch als Sprecher/Lauterzeuger-Solist bei Sergej Newskis Fluss, zusammen mit dem Klangforum Wien.
2001 gründete er mit Mark L. Kysela STROM – das Ensemble der Autoren, unter dessen Namen die beiden Musiker Performances und Kollektiv-Kompositionen unter der Einbeziehung von Live-Elektronik erarbeiten.
Aufführungen und Uraufführungen fanden statt in diversen Ländern Europas, in Japan, USA und Australien auf Festivals wie dem Warschauer Herbst, ECLAT Stuttgart, den Wittener Tagen für neue Kammermusik, KLAPSTUK Leuven, open systems, Essen, Kryptonale Berlin, UltraSchall Berlin, Klangaktionen München, nova música, Aveiro oder dem Stockholm New Music Festival.
Robin Hoffmann arbeitete mit namhaften Interpreten zusammen wie Tabea Zimmermann, Christian Dierstein, Nikola Lutz, Michael M. Kasper, Sebastian Berweck, dem Ensemble Modern, dem composers slide quartett, den Neuen Vocalsolisten Stuttgart oder dem Ensemble Atmosphere.
Seit 1996 spielt Robin Hoffmann im Gitarrenduo zusammen mit Christopher Brandt, begleitet von einzelnen Engagements bei den Theatern Gießen, Darmstadt, Oper Frankfurt, dem RSO Frankfurt oder dem ohton-Ensemble, Oldenburg.
Er hielt Gastvorträge und Workshops zum Themenkomplex: „Musik und Sprache, Körpermusik, Bewegung“ in der evangelischen Akademie Loccum, Universität Essen, Akademie der Künste Berlin, IK2004 und bei den Dresdner Tagen für zeitgenössische Musik.
Robin Hoffmann war 2003 Mitbegründer der Frankfurter Gesellschaft für Neue Musik.
Die Werke von Robin Hoffmann erscheinen bei Edition Peters.

## Preise und Auszeichnungen
- 1995–97 Stipendium der Mozart-Stiftung, Frankfurt für Komposition
- 2000 Auswahl für das 5. Nachwuchsforum der GNM
- 2001 Folkwangpreis Komposition
- 2002 1. Preis beim 3. Deutschen Studienpreis der Körber-Stiftung („Bodycheck – wie viel Körper braucht der Mensch?“)
- 2004 Stipendienpreis der Darmstädter Ferienkurse
- 2005 Stuttgarter Kompositionspreis
- 2006 Kranichsteiner Musikpreis im Fach Komposition
- 2010: Kranichsteiner Musikpreis[3]
- 2019 Hans-Werner-Henze-Preis